# Драгомиров, Владимир Михайлович
Влади́мир Миха́йлович Драгоми́ров (1867 — 1928) — русский военачальник, генерал-лейтенант.

## Биография
Родился 7 (19) февраля 1867 года. Происходил из потомственных дворян Черниговской губернии. Сын известного военачальника и военного теоретика Михаила Ивановича Драгомирова и Софьи Абрамовны Григорович (Драгомировой). Брат генерала от кавалерии Абрама Михайловича Драгомирова.
В 1886 году окончил Пажеский корпус, откуда выпущен был подпоручиком в лейб-гвардии Семёновский полк. Поручик (ст. 11.08.1890).
В 1892 году окончил Николаевскую академию Генерального штаба по 1-му разряду, с малой серебряной медалью. Штабс-капитан гвардии с переименованием в капитаны Генерального штаба (ст. 06.05.1892).
26 ноября 1892 года переведен в Генеральный штаб, с назначением старшим адъютантом штаба 33-й пехотной дивизии. В 1894—1895 годах отбывал цензовое командование ротой в 130-м пехотном Херсонском полку. 7 сентября 1895 года назначен обер-офицером для особых поручений при штабе 9-го армейского корпуса, 12 июня 1897 года — заведующим передвижениями войск по железнодорожным и водным путям Киевского района (12.06.1897—24.10.1901).
Подполковник (ст. 05.04.1898). Цензовое командование батальоном отбывал в 130-м пехотном Херсонском полку (01.05.—01.09.1901). Начальник штаба 42-й пехотной дивизии (24.10.1901—02.06.1905).
Полковник (ст. 14.04.1902). Участник русско-японской войны 1904—1905. С 20 сентября 1904 года — начальник штаба 12-го, а с 12.02.1905 — 1-го армейского корпуса. Командир 147-го пехотного Самарского полка (02.06.1905—21.06.1906). Командир лейб-гвардии Преображенского полка (21.06.1906—09.10.1908).
Генерал-майор (пр. 1907; ст. 31.05.1907; за отличие). С 6 мая 1908 года по 1913 год состоял в Свите Е. И. В.
Генерал-квартирмейстер штаба войск Киевского военного округа (09.10.1908—03.08.1912). Начальник штаба Киевского военного округа с 3 августа 1912 года. Генерал-лейтенант (пр. 14.04.1913; ст. 31.05.1913; за отличие).
С началом Первой мировой войны, 19 июля 1914 года назначен начальником штаба 3-й армии. Драгомиров не смог сработаться с заменившим генерала Н. В. Рузского генералом Р. Д. Радко-Дмитриевым и 4 ноября 1914 года был переведен на должность начальника 2-й гвардейской пехотной дивизии. С 16 декабря 1914 года — командир 8-го армейского корпуса. 23 марта 1915 года назначен начальником штаба Юго-Западного фронта. После прорыва фронта 3-й армии у Горлице был обвинен в интригах против Радко-Дмитриева и панических настроениях, в связи с чем 8 мая 1915 года переведен в распоряжение Верховного Главнокомандующего. Затем — командир 8-го армейского корпуса (18.08.1915—16.10.1916). В сентябре 1916 года находился в отпуске по болезни (в резерве чинов при штабе Киевского военного округа). Из-за разногласий с генералом А. М. Калединым был переведен на должность командира 16-го армейского корпуса (с 16.10.1916). После Февральской революции, 2 апреля 1917 года, переведен в резерв чинов при штабе Киевского военного округа. 22 августа 1917 года Драгомиров был уволен от службы с мундиром и пенсией.
Участник Белого движения в составе ВСЮР, участник Бредовского похода. Возвратился в Крым. Находился в эмиграции в Югославии. Член полкового объединения лейб-гвардии Семеновского полка. Занимал пост председателя Русского общества офицеров Генерального штаба.
Умер от болезни сердца в Земуне (Югославия) 29 января 1928 года, где и похоронен.

## Награды
- Награждён орденом Св. Георгия 4-й степени (6 сентября 1914) и Золотым оружием (12 декабря 1906).
- Также награждён орденами Св. Станислава 3-й степени (1895); Св. Анны 3-й степени (1901); Св. Владимира 4-й степени с мечами и бантом (1905); Св. Станислава 2-й степени с мечами (1905); Св. Анны 2-й степени с мечами (1905); Св. Владимира 3-й степени (1911); Св. Станислава 1-й степени (31.07.1913 и 05.10.1913); Св. Владимира 2-й степени с мечами (1916).